# Mwogo (Sektor)
Mwogo (Kinyarwanda Umurenge wa Mwogo) ist einer von 15 Sektoren im Distrikt Bugesera in der Ostprovinz von Ruanda.

## Geographie
Mwogo hat eine Fläche von 52,4 km² und liegt auf einer Höhe von etwa 1420 m. Der Sektor unterteilt sich in die vier Zellen Rurenge, Bitaba, Rugunga und Kagasa. Die Nordgrenze zur Provinz Kigali bildet der Fluss Nyabarongo und die Südwestgrenze der Zufluss Mwesa. Nachbarsektoren von Mwogo sind im Norden Kanombe, im Nordosten Masaka, im Osten Juru, im Südosten Rilima, im Südwesten Nyamata, im Westen Ntarama und im Nordwesten Gahanga.

## Bevölkerung
Zur Volkszählung von 2022 betrug die Einwohnerzahl 30.171 Einwohner. Zehn Jahre zuvor waren es 17.598, was einem jährlichen Bevölkerungszuwachs von 5,5 Prozent zwischen 2012 und 2022 entspricht.

## Verkehr
Durch den Südteil des Sektors führt eine District Road, die Stand 2022 nicht asphaltiert ist.